# Nimbya gomphrenae
Nimbya gomphrenae är en svampart som först beskrevs av Togashi, och fick sitt nu gällande namn av E.G. Simmons 1989. Nimbya gomphrenae ingår i släktet Nimbya och familjen Pleosporaceae.   Inga underarter finns listade i Catalogue of Life.